# Steutz
Steutz is een plaats en voormalige gemeente in de Duitse deelstaat Saksen-Anhalt en maakt deel uit van de Landkreis Anhalt-Bitterfeld.
Steutz telt 958 inwoners (2005).